# Moord op het Terra College
De moord op het Terra College was een misdrijf op 13 januari 2004 op een Haagse middelbare school, waarbij een leerling zijn conrector, de 49-jarige Hans van Wieren, doodschoot.

## Betrokkenen

### Slachtoffer
Naast zijn beroep als leraar en conrector aan het Terra College aan de Beresteinlaan was Van Wieren (1954) sinds 2000 lid van de gemeenteraad van zijn woonplaats Zoetermeer namens D66. Hij had welzijn en onderwijs in zijn portefeuille. Hans van Wieren zat tevens in het bestuur van het Stedelijk College Zoetermeer. Hij was getrouwd en had twee dochters.

### Dader
De dader van de moord was Murat Demir. Ten tijde van het misdrijf was Demir 16 jaar oud. Ondanks zijn leeftijd kreeg hij een volwassenensanctie van vijf jaar gevangenisstraf en tbs opgelegd. De rechter gebruikte daarvoor een bepaling uit het Wetboek van Strafrecht die het mogelijk maakt om een 16- of 17-jarige geen jeugdsanctie, maar een volwassenensanctie, op te leggen.

## De moord
Een conflict tussen Hans van Wieren en Demir was de aanleiding tot de moord. De conrector zou op 14 januari 2004 een gesprek met de moeder van Murat hebben over een langdurige schorsing van de scholier wegens wangedrag. Volgens Demir zou Van Wieren hem als 'pispaal' gebruiken. Op 13 januari, de dag voor het geplande gesprek, schoot Demir tijdens de middagpauze de conrector, na een korte woordenwisseling, om iets na één uur in de kantine van de school door het hoofd. Van Wieren werd in kritieke toestand naar een Haags ziekenhuis vervoerd, waar hij rond tien uur 's avonds overleed.  
Demir sloeg aanvankelijk op de vlucht, maar meldde zich op de avond van 13 januari bij de politie en bekende enkele dagen later bij de rechter-commissaris het fatale schot in een opwelling te hebben gelost. Demir zou later verklaren dat hij vaker een pistool bij zich had op school, omdat hij zich daarmee veiliger voelde.

## Reacties op de moord
De dood van Hans van Wieren zorgde voor een massale golf van verontwaardiging in Nederland. Tienduizenden mensen tekenden condoleanceregisters op internet. Ook koningin Beatrix en premier Balkenende stuurden blijken van medeleven en afschuw naar de familie. Op vrijdag 16 januari werd op alle middelbare scholen in Nederland een minuut stilte in acht genomen.
Twee dagen na de moord op Hans van Wieren protesteerde een dertigtal medestanders van Murat Demir bij het Terra College. Op een autoraam voor de school hadden ze een groot papier geplakt waarop stond 'Murat we love you'. Ook scandeerden zij: 'Wij willen Murat' en 'We love you Murat'. Om hun leuzen kracht bij te zetten, sloegen ze op auto's. Volgens de vrienden zou Van Wieren een kwetsende opmerking hebben gemaakt over de in de gevangenis zittende vader van Demir. Volgens deze personen werd Murat ten onrechte als een crimineel neergezet door de media. De betogers vonden dat de moord Van Wierens eigen schuld was omdat hij Murat steeds had aangesproken op diens wangedrag. Op dezelfde dag verklaarde een aantal vrienden, onder wie een neef en de vriendin van Demir, in het televisieprogramma NOVA dat Van Wieren zijn latere moordenaar niet respectvol genoeg had benaderd. De betoging leidde tot grote verontwaardiging in Nederland.

## Rechtszaak
Op 15 april 2004 diende de rechtszaak tegen Demir. Hij werd conform de eis veroordeeld tot 5 jaar cel en tbs met dwangverpleging. Tijdens de zaak bekende Demir op de conrector te hebben geschoten. Hij wilde hem echter niet doden, zo luidde zijn verklaring, maar slechts in de schouder raken. Demir kreeg ondanks zijn jeugdige leeftijd een volwassenensanctie opgelegd, omdat de rechter het belang van de veiligheid van anderen groter achtte dan het belang van de verdachte om een jeugdsanctie opgelegd te krijgen. De rechter maakte hiervoor gebruik van een bepaling in het Wetboek van Strafrecht die het mogelijk maakt om 16- of 17-jarigen een volwassenensanctie op te leggen. Op 23 december 2004 werd in hoger beroep dezelfde straf opgelegd. Hij werd in de particuliere jeugdinrichting Teylingereind in Sassenheim geplaatst.
De rechtbank veroordeelde ook de 25-jarige Hüseying S., die het wapen geleverd zou hebben. Deze had het wapen eerder ontvreemd uit het politiebureau aan de Jan Hendrikstraat te Den Haag.

## Nieuw delict
Op 27 maart 2005 pleegde Demir opnieuw een delict. Na afloop van een religieuze dienst molesteerde hij met compagnons een medegevangene in het gebedshuis. Het slachtoffer, dat na de 15 minuten durende mishandeling bewusteloos werd afgevoerd, hield er een hersenschudding aan over en eiste een schadevergoeding van 1100 euro van zijn belagers. Hierna is Demir overgeplaatst naar penitentiaire inrichting De Hartelborgt in Spijkenisse. Op 20 oktober 2005 kreeg Demir voor de rechtbank in Den Haag 15 maanden extra detentie opgelegd, waarvan 3 maanden voorwaardelijk.
Demir zat tot 2011 vast in de justitiële jeugdinrichting Teylingereind.
Murat Demirs advocaat, Job Knoester, heeft in 2019 bekend gemaakt dat het tbs-traject was afgerond.